# Ėrast Pavlovič Garin
Ėrast Pavlovič Garin (Rjazan', 10 novembre 1902 – Mosca, 4 settembre 1980) è stato un regista cinematografico sovietico.

## Filmografia (parziale)

### Regista
- Ženit'ba (1936)[1]
- Doktor Kaljužnyj (1939)
- Princ i niščij (1942)[2]
- Sinegorija (1946)